# Victor Auer
Victor Lee "Vic" Auer, född 24 mars 1937 i Santa Ana i Kalifornien, död 3 maj 2011 i Thousand Oaks i Kalifornien, var en amerikansk sportskytt.
Auer blev olympisk silvermedaljör i gevär vid sommarspelen 1972 i München.